# Collidosuchus
Collidosuchus é um gênero de anfíbio do período Permiano no que hoje é a Rússia.